# Chevron Corporation
A Chevron Corporation, köznapi nevén Chevron, amerikai multinacionális olajvállalat. A cég egyike a Standard Oil utódjainak. Székhelye a kaliforniai San Ramonban található. A cég egyike abból a 30 részvényből álló kosárnak, amelyből a Dow Jones Ipari Átlagot számolják. A Chevron" egyike a "Hét Nővéreknek" (Seven Sisters), a hét legnagyobb olajtársaságnak, amelyek az 1940-es évek közepétől az 1970-es évek közepéig uralkodtak.  Leányvállalatai a Texaco és a Caltex.

## Története
A cég elődjének az 1876-ban alapított Star Oil számít. 1879-ben Charles N. Felton, Lloyd Tevis és George Loomis megalapították a Pacific Coast Oil Company-t, amely felvásárolta a Star Oil-t. 1900-ban a Standard Oil 761.000 dollárért felvásárolta a Pacific Coast Oil Company-t. Ezt követően a cég 1906-ig ezen a néven működött, amikor egyesült a Standard Oil egyik leányvállalatával és a nevét Standard Oil of California-ra változtatta. 
1911-ben a Legfelsőbb Amerikai Bíróság feloszlatta a Standard Oilt, amely 34 különféle vállalatra hullott. Ezek közül egyik a Standard Oil Co. (California), amely az 1920-as években Socal-ra változtatta a nevét, majd 1977-ben Chevronra. A cég 1967-ben kezdte meg működését Európában, a Chevron Oil Europe alapításával.